# خورخي فيلدا
خورخي فيلدا رودريغيز (مواليد 7 يوليو 1981) مدرب كرة قدم إسباني وحاصل على رخصة يويفا للمحترفين، والمدير الفني لمنتخب المغرب لكرة القدم للسيدات منذ 12 أكتوبر 2023. والمدير الفني السابق لمنتخب إسبانيا لكرة القدم للسيدات من عام 2015 إلى عام 2023، بدأ فيلدا التدريب على مستوى الناشئين، حيث قاد منتخبي تحت 17 و19 عامًا. في عام 2015، تولى تدريب المنتخب الأول خلفًا لإغناسيو كويريدا، والذي تولى المسؤولية لمدة 27 عامًا. منذ ذلك الحين قاد فيلدا إسبانيا شارك في ثلاث بطولات كأس عالم متتالية، كانت الأولى في تاريخه، حقق الفريق إنجازًا تاريخيًا بوصوله إلى نهائي كأس العالم للسيدات أستراليا ونيوزيلندا 2023، ثم فاز في بطولة كأس العالم للسيدات 2023 ويحقق أول لقب عالمي للسيدات في تاريخه. أُقيلت في سبتمبر 2023، وحلت محلها الاسبانية مونتسي تومي.
شكّل وصول فيلدا حقبة جديدة للمنتخب الإسباني للسيدات، بهدف تحسين الأداء وتحقيق إنجازات جديدة في المسابقات الدولية. خلال فترة عمله كمدرب رئيسي، قاد فيلدا المنتخب  خلال عدة بطولات، بما في ذلك كأس العالم للسيدات 2019 وكأس الأمم الأوروبية للسيدات 2022. على الرغم من أن فوزه بكأس العالم للسيدات، كان عامه قبل الأخير مليئًا بالتحديات وسط صراعات داخلية وعدم استقرار. بدأ كل شيء في سبتمبر 2022، عندما نشر 15 لاعبًا من اللاعبين المختارين رسالةً تطالب برحيل فيلدا. بلغت هذه الثورة مستوياتٍ غير مسبوقة في كرة القدم الإسبانية. ومع ذلك قرر المدير الفني البالغ من العمر 42 عامًا، مواجهة الاتهامات ومحاولة تجاوز المشكلة. وانتهت فترة فيلدا كمدرب للمنتخب الإسباني للسيدات بعد كأس العالم 2023، في حدث آخر آثر الكثير من الجدل وسط كرة القدم الإسبانية، خلال تتويج منتخب إسبانيا بكاس العالم للسيدات والقبلة المثيرة التي قام بها رئيس الاتحاد الإسباني لكرة القدم آنذاك لويس روبياليس، للاعبة جينيفر هيرموسو، والتعامل اللاحق مع الموقف من قبل الاتحاد وفيلدا نفسه. 
بعد فوز كأس العالم وفضيحة التقبيل الإجباري، حدث موجة التمرد الثانية على المدير الفني خورخي فيلدا البالغ من العمر 42 عامًا، من جميع لاعبات المنتخب وأعلنوا أنهن لن يلعبوا تحت قيادته مرة أخرى، ردًا على رفض روبياليس الاستقالة. في نهاية المطاف في العاشر من سبتمبر. بعد أول لقب عالمي لإسبانيا للسيدات، قبّل روبياليس جينيفر هيرموسو على شفتيها بشكل مفاجئ. أثارت هذه اللفتة غضبًا دوليًا وأدت إلى إيقافه مؤقتًا من قبل الاتحاد الدولي لكرة القدم. وُجهت للرئيس السابق للاتحاد في هذه القضية تهمة "الاعتداء الجنسي" وتهمة "الإكراه" أيضًا ، وذلك بسبب اتهامات بممارسة هيرموسو ضغوطًا على الرئيس السابق لكرة القدم الإسبانية وحاشيته، كما اتُهم خورخي فيلدا أمام المحكمة بأنه ضغط على جيني هيرموسو للتقليل من شأن القبلة القسرية من قبل رئيس الاتحاد الإسباني لويس روبياليس.

## مسيرته التدريبية

### منتخب إسبانيا لكرة القدم للسيدات للناشئين
لاعبة سابقة في أكاديميات برشلونة (الشباب) ورايو فايكانو وريال مدريد (الشباب) بدأت فيلدا كمدربة مساعدة لوالدها أنخيل فيلدا سيرانو، في مستوى منتخب إسبانيا للسيدات تحت 17 ومنتخب إسبانيا للسيدات تحت 19، قبل أن يتولى منصب المدير الفني مع منتخب إسبانيا تحت 17 عامًا في عام 2009. خلال خمس سنوات على هذا المستوى، فازت إسبانيا بالميدالية الذهبية عامي 2010، 2011 والميدالية الفضية عام 2014 والميدالية البرونزية عام 2013 في بطولة أوروبا للسيدات تحت 17 عامًا التابعة للاتحاد الأوروبي لكرة القدم. بالإضافة إلى الميدالية الفضية عام 2014 والميدالية البرونزية عام 2010 في كأس العالم للسيدات تحت 17 عامًا.
في عام 2014 كان من بين المرشحين العشرة لجائزة أفضل مدرب في كرة القدم للسيدات من الاتحاد الدولي لكرة القدم (الفيفا) لذلك العام وتم تعيينه في منصب المدرب الرئيسي لمنتخب إسبانيا تحت 19 سنة، الذي حصل على الميداليات الفضية في بطولة أوروبا للسيدات تحت 19 عامًا في عامي 2014، 2015 قبل أن يتم تعيينه في منصب المدير الفني لمنتخب إسبانيا الأول.

### منتخب إسبانيا للسيدات
عُيّن خورخي مدربًا رئيسيًا للمنتخب الإسباني الأول عام 2015، خلفًا لإغناسيو كويريدا، تولت المنصب في يوليو 2015 شكّل وصول فيلدا حقبة جديدة للمنتخب الإسباني للسيدات، بهدف تحسين الأداء وتحقيق إنجازات جديدة في المسابقات الدولية. وأشرف على منتخب خلال تصفيات كأس الأمم الأوروبية للسيدات 2017. في المسابقة التي أقيمت في هولندا، وصل منتخب إلى ربع النهائي حيث خسروا بركلات الترجيح أمام منتخب النمسا بعد التعادل السلبي.
في عام 2018، فاز منتخب إسبانيا بكأس قبرص وضمنت أيضًا مكانها في كأس العالم للسيدات 2019، وهي مشاركته الثانية فقط في هذا الحدث العالمي. بالإضافة إلى ذلك، أشرف فيلدا على فوز إسبانيا في بطولة كأس الأمم الأوروبية للسيدات تحت 19 عامًا، مما ساهم في ترشيحه لجائزة أفضل مدرب كرة قدم للسيدات لعام 2018. بحلول عام 2019، العديد من اللاعبين الذين عمل معهم فيلدا على مستوى الشباب، بما في ذلك أليكسيا بوتياس، أماندا سامبيدرو، فيرجينيا توريسيلا، لولا غالاردو، ناهيكاري غارسيا، باتريشيا غويغارو، ماريونا كالدينتي وإيفانا أندريس، وقد أثبتوا جميعًا أنفسهم كركيزة رئيسية في المنتخب الإسباني الأول. في نهائيات كأس العالم للسيدات 2019 في فرنسا، فيها تمكن منتخب إسبانيا من التأهل من المجموعة الثانية (خلف ألمانيا وأمام الصين وجنوب أفريقيا)، وهي المرة الأولى التي تصل فيها إسبانيا إلى مراحل خروج المغلوب في كأس العالم للسيدات. وقع منتخب إسبانيا  في دور 16 في مواجهة الولايات المتحدة، بطلة العالم عام 2015، أنهت ركلتا جزاء من ميغان رابينو آمال المنتخب الإسباني في التأهل إلى دور الثمانية وخروج من البطولة. وعادت المنتخبان للمواجهة مرة آخرى ضمن بطولة كأس شي بيليفز 2020، حيث تمكن من الفوز على منتخب إنجلترا ومنتخب اليابان، وخاسرةً أمام الولايات المتحدة المضيفة حيث احتلت لا روخا المركز الثاني في البطولة الودية.

#### نزاع لاعبات 2022–23 ولقب كأس العالم
في عام 2022، اندلع نزاع بين فيلدا و15 لاعبة إسبانيات قاطعن المنتخب الوطني. نشأ النزاع بعد ما اعتبرته اللاعبات نتيجة مخيبة للآمال في بطولة أمم أوروبا للسيدات 2022، بالإضافة إلى مخاوفهن بشأن أسلوب فيلدا التدريبي ومعاملته الانتقامية للاعبات.
وقد دعم الاتحاد فيلدا، الذين رفضوا الاستقالة ولم يستدع هؤلاء اللاعبين في المباريات التالية. ثلاث فقط منهن -أيتانا بونماتي، ماريونا كالدينتي، وأونا باتل - عادن إلى المنتخب الوطني وشاركن في كأس العالم للسيدات 2023.في هذه البطولة، أصبح إسبانيا بطل العالم بعد هزيمته إنجلترا بنتيجة 1-0 في نهائي كأس العالم للسيدات، بفضل هدف أولغا كارمونا.

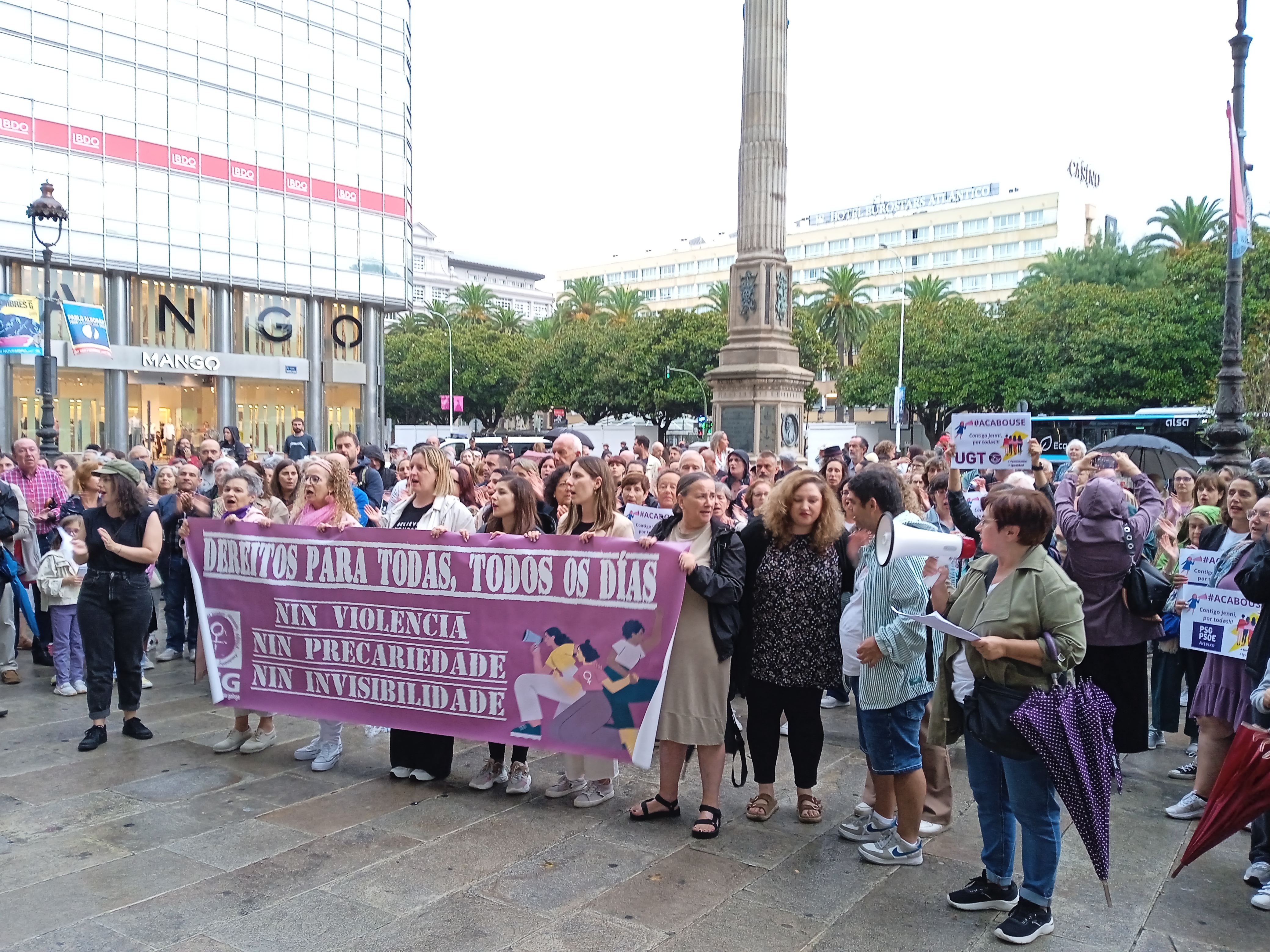
احتجاج "أكابوس" يوم 28 أغسطس 2023

في أعقاب الفضيحة المتعلقة بتصرفات رئيس الاتحاد الإسباني لكرة القدم، لويس روبياليس، وإيقافه اللاحق، في 5 سبتمبر 2023، تم طرد فيلدا من قبل الرئيس المؤقت، بيدرو روشا، كمدرب وطني. في 27 سبتمبر 2023، تمت ترقية وضع فيلدا في القضية من شاهد إلى مشتبه به، وكان مطلوبًا منه الإدلاء بشهادته في 9 أكتوبر. في 20 فبراير 2025، تمت تبرئة فيلدا من تهم الإكراه المتعلقة بروبياليس. على الرغم من مغادرته منتخب إسبانيا لتولي منصب تدريبي آخر، استمر التحقيق في قضية فيلدا بعد مغادرته المنصب.

### منتخب المغرب للسيدات
أعلنت الجامعة الملكية المغربية لكرة القدم، يوم الخميس 12 أكتوبر 2023، تعيين المدرب السابق للمنتخب الإسباني للسيدات خورخي فيلدا، الذي أقيل من منصبه في أعقاب قضية روبياليس، رئيسا للمنتخب المغربي للسيدات. تم ترشيحه للانضمام إلى الاتحاد المغربي لكرة القدم من قبل صاحب عمله السابق، الاتحاد الملكي الإسباني لكرة القدم.

## الإنجازات
منتخب إسبانيا تحت 17 عامًا للسيدات
- بطولة أوروبا للسيدات تحت 17 عامًا
  - البطل: (2) 2010، 2011.
  - الوصيف: (1)  2014.
  - المركز الثالث: (1) 2013.

- كأس العالم للسيدات تحت 17 عامًا: 
  - الوصيف: (1)  2014.
  - المركز الثالث: (1) 2010.[25][26]

منتخب إسبانيا تحت 19 عامًا للسيدات
- بطولة أوروبا للسيدات تحت 19 عامًا
  - البطل: (1) 2018.
  - الوصيف: (1) 2014، 2015.[27]

منتخب إسبانيا للسيدات
- كأس العالم للسيدات: 2023
- كأس الغارفي: 2017[28]
- كأس قبرص للسيدات: 2018[29]

جوائز الفردية
- جائزة أفضل مدربة كرة قدم نسائية من الفيفا؛ مرشحة للقائمة المختصرة لعام 2018.[30]